# Surface de Zoll

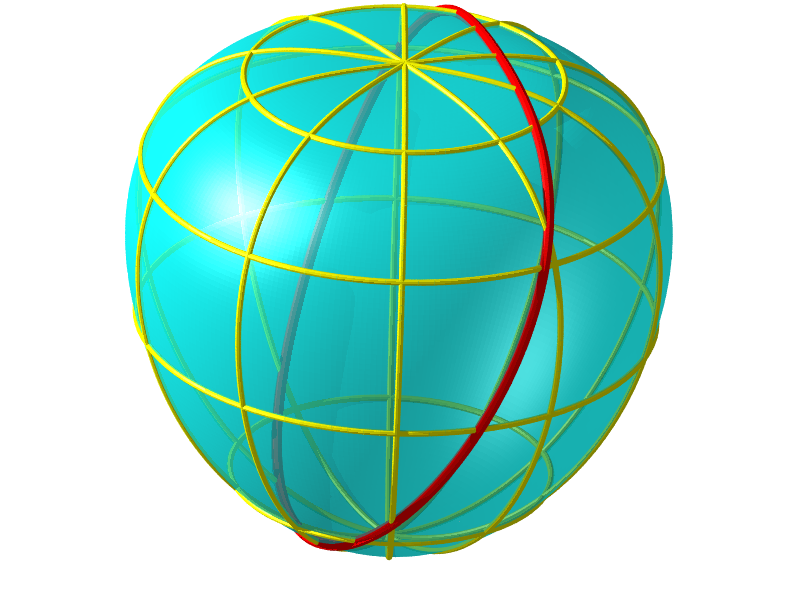
Exemple de surface de Zoll

En mathématiques, plus particulièrement en géométrie différentielle, une surface de Zoll, portant le nom d'Otto Zoll, est une surface homéomorphe à la sphère de dimension 2, pourvue d'une métrique riemannienne dont toutes les géodésiques sont fermées et d'égale longueur. Bien que la métrique de la sphère unité habituelle sur {\displaystyle \mathbb {S} ^{2}} ait évidemment cette propriété, il existe également une famille de dimension infinie de déformations géométriquement distinctes qui sont des surfaces de Zoll. En particulier, la plupart des surfaces de Zoll ne sont pas de courbure constante.
Zoll, élève de David Hilbert, a découvert les premiers exemples non triviaux.
Certaines surfaces de Zoll possèdent une symétrie de révolution ; elles ont été étudiées par Gaston Darboux en 1880 et totalement classifiées en 1978 par René Michel. En revanche selon un résultat de 1963 de Leon Green, aucune surface de Zoll, hormis la sphère standard, ne respecte la symétrie antipodale. L'analogue du problème de Zoll sur le plan projectif n'admet donc pas d'autre solution que la métrique canonique.